# Science-fiction humoristique
Ne doit pas être confondu avec Fantasy humoristique.

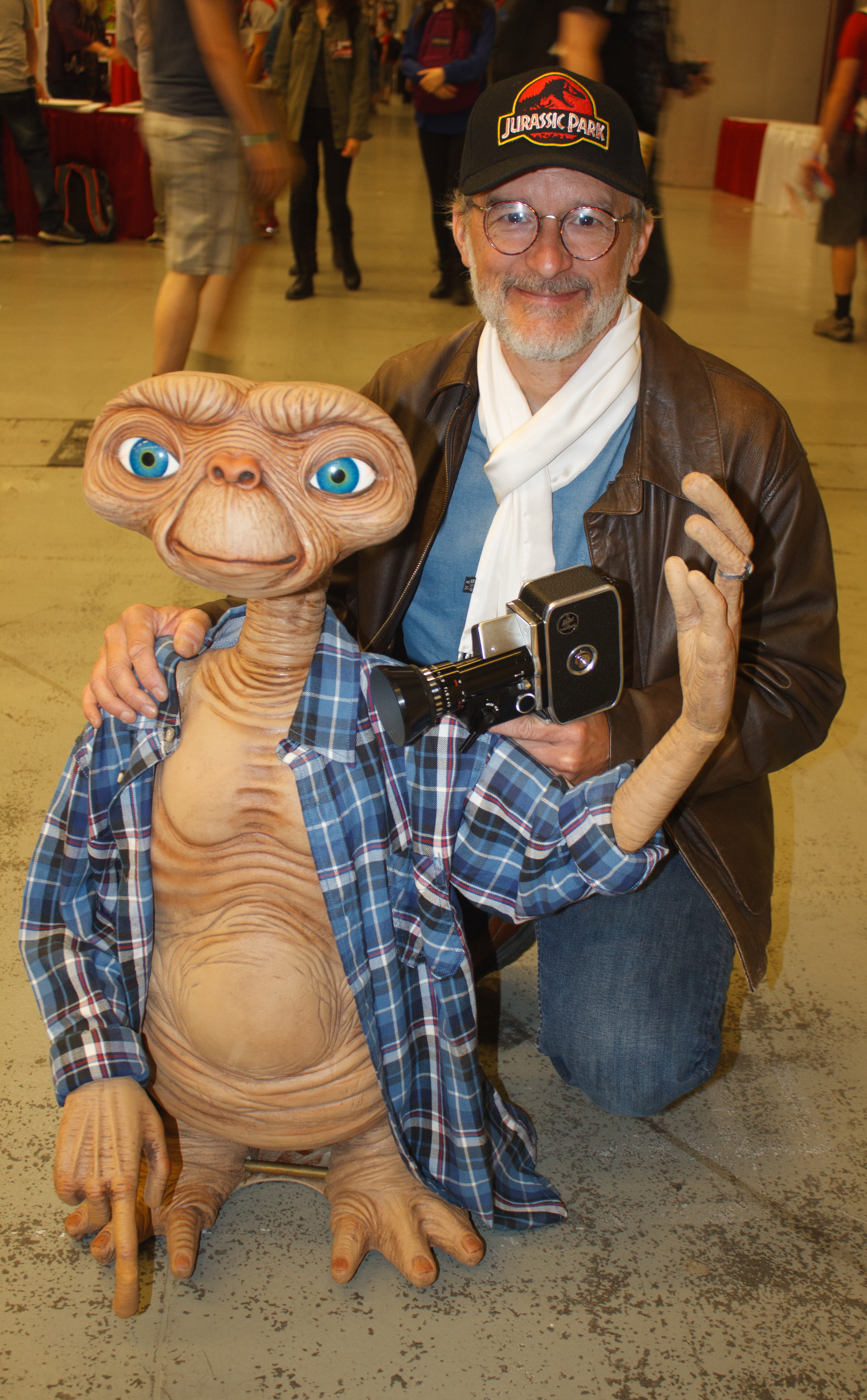
Cosplay au Montreal Comiccon 2016, Cosplay de E.T. the Extra-terrestres.

La science-fiction humoristique est un sous-genre de la science-fiction qui exploite les ressorts de l'humour.
Jacques Goimard, dans la préface à l'anthologie de science-fiction humoristique Histoires à rebours, relève que l'on classe souvent la production de la science-fiction en fonction de ses thèmes (extraterrestres, robots, voyages dans le temps, utopie et contre-utopie, etc.), mais qu'on l'aborde plus rarement en fonction du ton qu'elle emploie. Dans cette perspective, on trouve des tons épique, tragique, lyrique, paranoïaque, intellectuel, etc. Tout comme la terreur, qui fonde la littérature fantastique, l'humour, qui est à son opposé, peut donner un ton à la littérature d'anticipation ou spéculative. Cet humour peut apparaître franchement comique et rigolard, ou pince-sans-rire, élégant et détaché, mais une constante est la méchanceté, le besoin de faire mal, de « témoigner sur les tares de la société ou même de l'univers ».
Stan Barets, dans son dictionnaire de la science-fiction, Le Science-fictionnaire, à l'article « Humour », constate que la science-fiction et l'humour entretiennent plus de liens qu'on ne le pense. Pour lui, l'humour, c'est avant tout Fredric Brown et Robert Sheckley, qui « excellent dans la nouvelle courte, la chute imprévisible et la parodie désopilante ». Au-delà de ces deux écrivains, « le sourire se fait parfois acide, le ton pince-sans-rire, le genre plus proche de la satire, de l'auto-dérision ou de la parodie ».

## Historique

### Précurseurs
L'association du rire et de l'imagination n'est pas récente. Ainsi, par exemple, Cyrano de Bergerac, dans son Histoire comique des États et Empires de la Lune de 1649, mélange ce que l'on appellerait de nos jours des aventures spatiales à des trouvailles comme les alouettes qui tombent rôties dès qu'elles sont touchées par une arbalète spéciale, ou les vers qui servent à payer les hôteliers.
On peut aussi citer la nouvelle Une fantaisie du docteur Ox de Jules Verne de 1874, dans lequel un savant fou, le docteur Ox, fait délirer un paisible village des Flandres.

### Les débuts de la science-fiction moderne
Jacques Sadoul place les débuts de la science-fiction moderne en 1911. Ces débuts, marqués par Hugo Gernsback, Edgar Rice Burroughs, Abraham Merritt, Murray Leinster et H. P. Lovecraft explorent les registres de l'aventure, de la spéculation philosophique, de l'horreur ou de l'érotisme sans se pencher sur l'humour.
Il faut attendre la série Pete Manx, écrite par Henry Kuttner et Arthur K. Barnes (en). Publiée dans Thrilling Wonder Stories à la fin des années 1930 et au début des années 1940, la série met en scène un bateleur de foire, voyageur temporel qui se comporte en escroc pour se sortir du pétrin. Deux séries ultérieures confirment la réputation de Kuttner en tant qu'écrivain de science-fiction humoristique : la série Gallegher à propos d'un inventeur ivrogne et de son robot narcissique, et la série Hogben, à propos d'une famille de péquenauds mutants.

### L'âge d'or
En 1945, avec l'explosion nucléaire d'Hiroshima, « on sait désormais que ce ne sont pas les savants fous qui sont les plus dangereux ». Sur un ton sérieux, les récits post-apocalyptiques se multiplient, tandis que dans la veine de l'ironie et de la critique sociale et politique, émergent des auteurs comme Fredric Brown et Robert Sheckley.
Fredric Brown est considéré comme le maître du récit court à la chute dévastatrice. Ses nouvelles et ses micronouvelles sont disponibles en France dans des recueils comme Fantômes et Farfafouilles. Ses intrigues sont à la fois simples et originales, dans un décor reflétant les réflexes, les modes et les angoisses de l'Amérique de l'époque. L'Univers en folie, écrit en 1949, joue avec les clichés du genre, racontant l'histoire d'un éditeur de magazine envoyé dans un monde parallèle et reprenant une vision enfantine des récits publiées dans la revue. Martiens, Go Home!, écrit en 1954, décrit une invasion martienne par d'insupportables petits hommes verts caricaturaux, sans gêne, farceurs et tourmenteurs d'une humanité qui va peut-être se ressouder contre eux.
Le récit de Robert Sheckley La septième victime, paru en 1953, met en scène la cruauté humaine dans un monde où la violence a été institutionnalisée, où le meurtre est désormais permis à condition que le meurtrier accepte d'exposer à son tour ses jours aux coups d'un assassin. Ce n'est là qu'une des nombreuses idées surprenantes de cet auteur prolifique, dont des romans comme La Dimension des miracles donnent l'impression d'avoir été écrits sous LSD.
Le roman Les Sirènes de Titan de Kurt Vonnegut en 1959 entremêle, en les subvertissant, nombre de thèmes de la science-fiction. L'histoire de l'humanité y est manipulée par une civilisation extraterrestre.

### Les années 1960
Au fur et à mesure que la littérature de science-fiction mûrit, elle s'attache de moins en moins à la « bonne idée » et au récit pour se concentrer sur la forme et l'écriture. En même temps, elle se détourne des machines pour s'intéresser à l'Homme. À partir de 1964 et du magazine New Worlds, elle prend des formes franchement expérimentales, c'est la Nouvelle vague.
En pleine guerre froide, l'un des principaux auteurs de science-fiction humoristique vient de l'Est : il s'agit du Polonais Stanislas Lem, le créateur du très sérieux et très poétique Solaris. Dans le recueil de nouvelles La Cybériade de 1965, les petites jalousies et l'envie des savants Trurl et Klapaucius sont mis en avant. Ce genre d'œuvres laisse filtrer l'humanité des protagonistes, sans altérer les canons de la science-fiction. La série de nouvelles autour du héros Ijon Tichy, qui emplit plusieurs recueils parus dans les années 1970, met également le héros aux prises avec des situations délirantes et toujours à la limite de la philosophie. Dans la nouvelle Le rhume de 1976, parabole sur l'intolérance, les super-pouvoirs sont utilisés pour faire disparaître ceux qui reniflent au cinéma.
On peut aussi citer le prolifique Ron Goulart. Dans la nouvelle On demande le docteur Tic-Tac de 1965, les soins médicaux sont confiés à un robot « auquel on peut faire confiance », persuadé que ses patients sont victimes d'une arme bactériologique encore inconnue.
Harry Harrison est connu pour Soleil vert, récit angoissant de 1966 porté ensuite à l'écran. Il a également fait ses preuves dans l'humour. À partir de 1957, la série du Rat en acier inoxydable (The Stainless Steel Rat) raconte les aventures futuristes d'un escroc. Bill, the Galactic Hero, paru en 1965, est une satire du roman ultra-militariste de Robert A. Heinlein en 1959 intitulé Étoiles, garde-à-vous !. Dans Star Smashers of the Galaxy Rangers, paru en 1973, des adolescents voyagent dans l'espace grâce à du cheddar irradié.
Au cinéma, Docteur Folamour de 1963, réalisé par Stanley Kubrick, décrit le déclenchement de la Troisième Guerre mondiale. Il s'agit d'une satire mordante de la guerre froide et de sa course à l'armement atomique.
Dans Dark Star, premier film à très petit budget de John Carpenter en 1974, un des personnages en vient à discuter de philosophie avec une bombe nucléaire pour la décider à ne pas exploser. Cela ne fonctionne pas, la bombe se prenant pour Dieu explose en disant « Que la lumière soit ! ».
Un autre film-culte, The Rocky Horror Picture Show de 1975, est un objet inclassable, entre comédie musicale, horreur, science-fiction, travestissement sexuel et délire total.
À la télévision, 1963 marque aussi le début de la série britannique Doctor Who, qui traite des aventures d'un voyageur temporel. Néanmoins, au début, il s'agit d'une série éducative, les voyages du Docteur dans le passé servant à apprendre l'histoire et ceux dans le futur à apprendre la science ; ce n'est qu'ensuite qu'elle se convertit en série de science-fiction au ton léger.

### Des années 1980 à nos jours
Les années 1980 marquent l'avènement de nouveaux genres de littérature de science-fiction comme le cyberpunk, reflet de l'irruption de l'informatique dans la vie de tous les jours, et le steampunk, qui au contraire effectue un retour à l'époque victorienne.
Le Britannique Douglas Adams est sans doute l'un des auteurs de science-fiction humoristique les plus connus, dont l'œuvre fait l'objet d'un véritable culte. Son œuvre principale, Le Guide du voyageur galactique, est née sous la forme d'un feuilleton radiophonique sur la BBC en 1978. Dès 1979, il est transposé en roman, que des suites convertiront en « la seule trilogie en cinq volumes ». Il sera adapté en 2005 au grand écran par Garth Jennings. L'œuvre de Douglas Adams utilise de façon inattendue les thèmes récurrents de la science-fiction pour provoquer des situations hilarantes. Par exemple, dès les premières pages, la Terre est détruite pour laisser passer une autoroute galactique… Son ton détaché est typique de l'humour anglais.
En 1981, Terry Pratchett, plus connu pour sa série de light fantasy Les Annales du Disque-monde, publie Strates-à-gemmes, une parodie de hard SF qui part du principe que la Terre est effectivement plate.
En 1983, l'italien Stefano Benni écrit Terra ! (it), l'histoire déjantée de la recherche d'une Terre de remplacement, l'original étant détruit par six guerres mondiales. Terra ! comprend plusieurs pastiches, dont une réécriture de l'histoire de Moby Dick.
En 1977, le premier opus de la série Star Wars mêlait une science-fiction des années 1950 aux effets spéciaux modernes pour l'époque. C'était donc un sujet en or pour des parodies comme La Folle Histoire de l'espace de Mel Brooks sortie en 1987. De la même façon, Galaxy Quest de 1999 est une parodie de la série Star Trek, dont les débuts remontent à 1966. Mars Attacks!, de Tim Burton en 1996, se moque des productions des années 1960 où la terre est envahie par les Martiens.
À côté de ces parodies se gaussant ouvertement des poncifs de la science-fiction, on trouve des films où l'humour et les thèmes de la science-fiction et du fantastique se soutiennent mutuellement. Ainsi, SOS Fantômes, en 1984, présente une chasse aux fantômes décalée qui culmine avec une confrontation avec une divinité sumérienne. La trilogie Retour vers le futur commencée en 1985 dépoussière le thème du voyage dans le temps en lui donnant un ton résolument adolescent. La comédie musicale La Petite Boutique des horreurs de 1986, aurait pu être un film de monstres de plus si elle n'avait pas eu un ton décalé, où la fleuriste midinette sort avec un dentiste sadique. Dans Le Cinquième Élément de Luc Besson en 1997, l'humour tient surtout au comique des situations.

## Autres exemples

### Cinéma
- L'Amour en l'an 2000 (1930)
- Le Gendarme et les Extra-terrestres (1979)
- La Soupe aux choux (1981)
- Les Aventures de Buckaroo Banzaï à travers la 8e dimension (1984)
- Les Guerriers des étoiles (1984)
- Le Vol du Navigateur (1986)
- Short Circuit (1986)
- Appelez-moi Johnny 5 (1986)
- L'Aventure intérieure (1987)
- Mom and Dad Save the World (1992)
- La mort vous va si bien (1992)
- Trilogie Men in Black (1997-2002-2012)
- Evolution (2001)
- Iron Sky (2012)

### Télévision
- Mon martien favori (1963-1966)
- Perdus dans l'espace (1965-1968)
- Alf (1986-1990)
- Mystery Science Theater 3000 (1988–1999)
- Red Dwarf de Rob Grant et Doug Naylor (1988–1999, 2009)
- Billy et Mandy, aventuriers de l'au-delà (2001-2007)
- Troisième planète après le Soleil (1996–2001)
- Le Laboratoire de Dexter (1996-2003)
- Men in Black (TV) (1997-2001)
- Les Zinzins de l'espace (1997-2006)
- Lexx (1997-2002)
- Farscape (1999–2003)
- Futurama (1999–2003, 2008-2013)
- Invader Zim (2001-2002, 2006)
- Inspecteur Gadget (1983-1986)
- Time Squad, la patrouille du temps (2001-2003)
- Clone High (2002-2003)
- Courage, le chien froussard (1999-2002)
- Les Aventures de Buzz l'Éclair (2000-2001)
- Retour vers le futur (1991-1992)
- BrainDead (série télévisée) (2016-)

### Animation
- Gintama par Hideaki Sorachi (manga et anime)
- Urusei Yatsura
- Dr Slump
- FLCL
- Tenchi Muyo!

### Jeux vidéo
- Giants: Citizen Kabuto
- Ratchet and Clank
- Space Quest
- MDK 2
- Portal et Portal 2

### Littérature
- Martiens, Go Home! (de Fredric Brown)
- Le Guide du voyageur galactique (de Douglas Adams)